# Soveby
En soveby er betegnelsen for et område i omegnen af og uden for en større by, som næsten kun består af boliger, med meget få eller ingen forretninger, service- og kulturinstitutioner og lignende.

## Oprindelse
Sovebyen har sin oprindelse i haveforstaden eller havebyen. Denne udviklede sig i Danmark som i andre lande på grundlag af tanker formuleret af Ebenezer Howard, der i bogen "Garden Cities of To-Morrow" fra 1898 argumenterede imod den engelsk slumbebyggelse i de den gang stærkt voksende industribyer og i stedet foreslog at oprette "havebyer" i nogen afstand fra storbyen men med hurtig forbindelse til denne for derved at give befolkningen mulighed for at bo i sunde omgivelser med frisk luft og åbent land – i modsætning til storbyernes tætte bebyggelse og røgforurenede miljø. Disse tanker, blev siden propaganderet af C. B. Purdom, der i bogen "The Building of Satellite Towns" fra 1925 lagde grunden til denne betegnelses udbredelse (i Danmark i begyndelsen oftest i formen "planetbyer"). Med tiden begyndte man imidlertid at skelne mellem "sovebyer", der var rene boligbyer med kun de mest fornødne butikker og offentlige tjenester (børnehaver, skoler og lignende) til befolkningens betjening, mens "satellitbyer" kom til at betegne byer, der tillige rummede en vis produktionsvirksomhed.
I Danmark blev etableringen af havebyområder fremmet af haveboligforeninger.

## Kendetegn
Fænomenet soveby blev af geografen Aage Aagesen omkring 1960 beskrevet således:
"Ved de større bysamfund er afgrænsningen aldrig skarp, idet befolkningsagglomerationerne omkring byen udviser alle overgangsformer mellem forstaden og den selvstændige bydannelse. Mens den egentlige forstads (sovebyens) befolkning for en meget stor del er beskæftiget i den store bys erhvervsliv, er den selvstændige bydannelses indbyggere erhvervsmæssigt knyttet til deres eget bysamfund og dettes funktioner. Overgangsformer kan enten skabes ved, at industrier, der arbejder for storbysamfundet, af en eller anden grund placeres uden for det egentlige byområde og forårsager en bebyggelses opståen omkring sig (satellitby), eller ved, at selvstændige bydannelser efterhånden bliver bosteder for befolkningselementer, der erhvervsmæssigt tilhører storbyen."
Sovebyfænomenet kan kun forstås i en historisk sammenhæng, idet begrebet kun har mening i et samfund, hvor der er tale om temmelig klare beskæftigelsesmæssige centre for et omgivende arbejdskraftopland, hvor fra den bosiddende befolkning overvejende pendler til arbejde i centeret. Denne tilstand fandtes i Danmark indtil omkring 1970. Siden blev forbindelsen mellem arbejdscentre og deres omgivelser mindre entydige, og siden år 2000 (hvis ikke før) er det meningsløst at udpege egentlige arbejdspladscentre: ganske vist er der fortsat arbejdspladskoncentrationer, men de sysselsatte behøver ikke mere at komme fra det nærmeste opland. På den anden side er det ikke mere usædvanligt, at hvis begge voksne ægtefæller arbejder, ligger mindst den enes (og oftest også den andens) arbejdsplads i en anden by (eller i andre byer) end boligen. De mennesker, der bor i et bestemt bysamfund, og de, der arbejder der, er ofte vidt forskellige og med tiden med stadigt mindre sammenfald.
Benævnelsen "soveby" anvendes ofte som en nedsættende betegnelse som "et sted, hvor intet sker". Det er imidlertid en misforstået brug af ordet. En soveby er opstået som og udtryk for en funktionsadskillelse til fremme af befolkningens levevilkår og sundhed og må ses i dette lys.